# Down by the Jetty
Albums de Dr. Feelgood
Malpractice
(1975)
Singles
1. Roxette
Sortie : novembre 1974
2. She Does It Right
Sortie : mars 1975

Down by the Jetty est le premier album du groupe britannique de pub rock Dr. Feelgood sorti en janvier 1975.

## Enregistrement et production
Produit par Vic Maile, il est constitué de chansons originales composées par Wilko Johnson et de quelques reprises dont Boom Boom de John Lee Hooker. Le dernier morceau est un medley des titres Bonie Maronie et Tequila enregistrés en public au Dingwall's Dance Hall à Camden Lock le 8 juillet 1974.
La majorité des chansons a été enregistrée aux Studios Rockfield au Pays de Galles lors de deux sessions qui se sont déroulées du 26 août au 1er septembre 1974 puis du 25 au 27 novembre 1974. Une troisième session a eu lieu le 23 septembre aux Jackson's Studios à Rickmansworth en Angleterre. Bien qu'enregistré en stéréo, le disque sort en mono afin de correspondre au son minimaliste recherché par le groupe.
L'album est réédité en édition collector remasterisée double CD en 2006 avec des bonus.

## Liste des titres

### Édition originale
Toutes les chansons sont écrites et composées par Wilko Johnson, sauf mention..
| 1. | She Does It Right           |                 | 3:25 |
| 2. | Boom Boom                   | John Lee Hooker | 2:45 |
| 3. | The More I Give             |                 | 3:27 |
| 4. | Roxette                     |                 | 2:58 |
| 5. | One Weekend                 |                 | 2:17 |
| 6. | That Ain't No Way To Behave |                 | 3:58 |
| 7. | I Don't Mind                |                 | 2:37 |

| 8.  | Twenty Yards Behind                            |                                                                 | 2:13 |
| 9.  | Keep It Out Of Sight                           |                                                                 | 3:02 |
| 10. | All Through the City                           |                                                                 | 3:04 |
| 11. | Cheque Book                                    | Mickey Jupp                                                     | 4:08 |
| 12. | Oyeh ! (instrumental)                          | - Mick Green - Mike Maxfield - Robin MacDonald - Tony Mansfield | 2:32 |
| 13. | Bonie Maronie / Tequila (enregistré en public) | Larry Williams / Danny Flores                                   | 4:50 |

Notes :
- Titres 1, 2, 4 à 6, 9 à 12 enregistrés aux studios Rockfield
- Titres 3, 7 et 8 enregistrés aux Jackson's Studios
- Titre 13 enregistré en public à Camden Lock

### Réédition (2006)
Tous les titres sont écrits et composés par Wilko Johnson sauf mentions.
| 1.  | She Does It Right                              |                                            | 3:25 |
| 2.  | Boom Boom                                      | John Lee Hooker                            | 2:45 |
| 3.  | The More I Give                                |                                            | 3:27 |
| 4.  | Roxette                                        |                                            | 2:58 |
| 5.  | One Weekend                                    |                                            | 2:17 |
| 6.  | That Ain't No Way To Behave                    |                                            | 3:58 |
| 7.  | I Don't Mind                                   |                                            | 2:37 |
| 8.  | Twenty Yards Behind                            |                                            | 2:13 |
| 9.  | Keep It Out Of Sight                           |                                            | 3:02 |
| 10. | All Through the City                           |                                            | 3:04 |
| 11. | Cheque Book                                    | Jupp                                       | 4:08 |
| 12. | Oyeh ! (instrumental)                          | - Green - Maxfield - MacDonald - Mansfield | 2:32 |
| 13. | Bonie Maronie / Tequila (enregistré en public) | Williams / Flores                          | 4:50 |
| 14. | (Get Your Kicks On) Route 66                   | Bobby Troup                                | 3:36 |
| 15. | I'm a Hog for you Baby                         | - Jerry Leiber - Mike Stoller              | 3:08 |
| 16. | Stupidity                                      | Solomon Burke                              | 2:07 |
| 17. | She Said Alright                               |                                            | 3:40 |
| 18. | Oyeh ! (version alternative)                   | - Green - Maxfield - MacDonald - Mansfield | 2:34 |

Notes :
- Titres 1, 2, 4 à 6, 9 à 12, 15 et 16 enregistrés aux studios Rockfield
- Titres 3, 7, 8, 14, 17 et 18 enregistrés aux Jackson's Studios
- Titre 13 enregistré en public à Camden Lock

| 1.  | She Does It Right                     |                                            | 3:26 |
| 2.  | Boom Boom                             | Hooker                                     | 2:47 |
| 3.  | The More I Give (version alternative) |                                            | 3:29 |
| 4.  | Roxette                               |                                            | 3:00 |
| 5.  | One Weekend                           |                                            | 2:19 |
| 6.  | That Ain't No Way To Behave           |                                            | 3:56 |
| 7.  | I Don't Mind (version alternative)    |                                            | 2:38 |
| 8.  | Twenty Yards Behind                   |                                            | 2:18 |
| 9.  | Keep It Out Of Sight                  |                                            | 3:05 |
| 10. | All Through the City                  |                                            | 3:13 |
| 11. | Cheque Book                           | Jupp                                       | 4:19 |
| 12. | Oyeh ! (instrumental)                 | - Green - Maxfield - MacDonald - Mansfield | 2:31 |
| 13. | I'm a Hog for you Baby                | - Jerry Leiber - Mike Stoller              | 3:04 |
| 14. | Stupidity                             | Solomon Burke                              | 2:07 |
| 15. | She Said Alright                      |                                            | 3:40 |
| 16. | Oyeh ! (version alternative)          | - Green - Maxfield - MacDonald - Mansfield | 2:37 |
| 17. | Tore Down (en public)                 | Sonny Thompson                             | 3:42 |
| 18. | Don't You Just Know It (en public)    | - Huey "Piano" Smith - Johnny Vincent      | 3:17 |
| 19. | My Babe (en public)                   | - Bill Medley - Bobby Hatfield             | 2:43 |
| 20. | The More I Give (en public)           |                                            | 3:05 |
| 21. | It's My Own Fault Darlin' (en public) | - B.B. King - Jules Taub                   | 5:33 |
| 22. | Bonie Moronie / Tequila (en public)   | Williams / Flores                          | 4:52 |
| 23. | Rock Me Baby (en public)              | - B. B. King - Joe Josea                   | 4:59 |

Notes :
- Titres 1, 2, 4 à 6, 9 à 14 enregistrés aux studios Rockfield
- Titres 3, 7, 8, 15 et 16 enregistrés aux Jackson's Studios
- Titres 17 à 22 enregistrés en public à Camden Lock
- Titre 23 entregistré en public au Top Rank à Cardiff

## Composition du groupe
- Lee Brilleaux : chant, harmonica, guitare
- Wilko Johnson : guitare, chant sur Boom Boom,  That Ain't the Way to Behave et Twenty Yards Behind, piano
- John B. Sparks : basse
- The Big Figure : batterie

Musiciens additionnels
- Bob Andrews : orgue sur The More I Give, saxophone alto sur Bonnie Maronie / Tequila (et sur le CD 2 de la réédition 2006 : saxo alto sur Tore Down, piano sur Don't You Just Know It et orgue sur It's My Own Fault Darlin')
- Brinsley Schwarz : saxophone ténor sur Bonnie Maronie / Tequila (et sur Tore Down du CD 2 de la réédition 2006)